# B-Tight
B-Tight, pseudonimo di Robert Edward Davis (Palm Springs, 28 dicembre 1979), è un rapper tedesco.
Nato in California da madre tedesca e padre afro-americano, ma cresciuto a Berlino, B-Tight pubblica per l'etichetta Hip hop Sektenmuzik.

## Biografia
B-Tight voleva diventare inizialmente un giocatore di basketball professionistico, ma un infortunio al piede ha ostacolato i piani di una sua possibile carriera sportiva.
La sua prima pubblicazione, Wissen - Flow - Talent, pubblicata su cassetta, è stata realizzata insieme al suo amico Sido, i due portarono alla luce il loro progetto con il nome di Royal TS. Dei Royal TS sono seguiti numerosi album in cassetta, mentre B-Tight realizza una sua cassetta-album da solista chiamata B-Tight's album che venne pubblicata e distribuita dall'etichetta Aggro Berlin.
Nel 2001 i due hanno firmato un contratto con l'Aggro Berlin, con cui hanno pubblicato nel 2002 il singolo Der Neger (in mir) che include un testo duro e aggressivo, testo conforme alla filosofia della loro etichetta.
L'8 agosto del 2005 ha pubblicato insieme a Tony D il mixtape Heisse Ware. In seguito, verso la fine del 2006, ha fondato, sempre assieme al suo amico Sido, l'etichetta Sektenmuzik ed ha pubblicato il suo nuovo Singolo X-Tasy.
Il 20 novembre del 2006 è diventato padre di una bambina. L'11 aprile B-Tight e Sido sono stati ospiti a TRL. In quella occasione B-Tight ha presentato il video del suo primo singolo da solista, Ich bins (Bobby Dick). Il video ha raggiunto il 3º posto nella classifica di TRL Most Wanted.
Il 27 aprile 2007 ha pubblicato l'album Neger Neger che è riuscito ad arrivare 6º negli Album Charts tedeschi. Il 1º agosto è stato presentato il video clip del suo secondo singolo tratto dall'album Der Coolste sul sito della "Aggro Tv". Inoltre, il 5 ottobre 2007, ha pubblicato il mixtape Ghetto Roamntik che raggiunse il 54º posto nelle MixTape Charts tedesche.
Nel mese di ottobre 2007 ha annunciato che sarebbe diventato nuovamente padre. Il bambino è nato nel mese di aprile. Inoltre il rapper si è sposato l'8 agosto 2008 con la sua ragazza, con la quale ha due figli. L'attuale album da solista di B-Tight, Goldständer, è stato pubblicato nell'ottobre del 2008 riuscendo a raggiungere il 36º posto degli Album Charts tedeschi.

## Discografia

### Solista
| Anno | Titolo       | Album Charts | Album Charts | Album Charts | Vendite |
| Anno | Titolo       | GER          | AUT          | CH           | Vendite |
| ---- | ------------ | ------------ | ------------ | ------------ | ------- |
| 1999 | ..Sein Album | -            | -            | -            |         |
| 2007 | Neger Neger  | 6            | 16           | 35           |         |
| 2008 | Goldständer  | 36           | -            | 96           |         |
| 2012 | Drinne       | 60           | -            | -            |         |

### EP
| Anno | Titolo                          | Album Charts | Album Charts | Album Charts |
| Anno | Titolo                          | GER          | AUT          | CH           |
| ---- | ------------------------------- | ------------ | ------------ | ------------ |
| 2001 | Alles ist die Sekte (con Sido)  | -            | -            | -            |
| 2001 | Das Mic & Ich (con Sido)        | -            | -            | -            |
| 2002 | Der Neger (in mir)              | -            | -            | -            |
| 2003 | Gar nich so schlimm! (con Sido) | -            | -            | -            |
| 2006 | X-Tasy (feat Frauenarzt)        | 55           | -            | -            |

### Collabo Album
- 1998 - Wissen ~ Flow ~ Talent (con Sido)
- 2000 - Back in Dissniss (con Sido)
- 2002 - Alles ist die Sekte Album Nr.3 (con Sido)

### Mixtapes
| Anno | Titolo                  | Album Charts | Album Charts | Album Charts |
| Anno | Titolo                  | GER          | AUT          | CH           |
| ---- | ----------------------- | ------------ | ------------ | ------------ |
| 2005 | Heiße Ware (con Tony D) | 27           | -            | -            |
| 2007 | Ghetto Romantik         | 54           | -            | -            |

### Sampler
| Anno | Titolo                                 | Album Charts | Album Charts | Album Charts | Vendite                          |
| Anno | Titolo                                 | GER          | AUT          | CH           | Vendite                          |
| ---- | -------------------------------------- | ------------ | ------------ | ------------ | -------------------------------- |
| 1999 | Sintflows → Sektenmuzik                | -            | -            | -            |                                  |
| 2002 | Aggro Ansage Nr. 1 → Aggro Berlin      | -            | -            | -            |                                  |
| 2002 | Aggro Ansage Nr. 2 → Aggro Berlin      | -            | -            | -            |                                  |
| 2003 | Aggro Ansage Nr. 3 → Aggro Berlin      | -            | -            | -            |                                  |
| 2004 | Aggro Ansage Nr. 4 → AggroBerlin       | 7            | -            | -            | Germania: 100.000+ (Disco d´Oro) |
| 2005 | Aggro Ansage Nr. 5 → Aggro Berlin      | 9            | 27           | -            | Germania: 100.000+ (Disco d´Oro) |
| 2007 | Sampler 1 → Sektenmuzik                | 18           | -            | -            |                                  |
| 2008 | Sampler 2 → Sektenmuzik                | 14           | -            | -            |                                  |
| 2008 | Aggro Anti Ansage Nr. 8 → Aggro Berlin | 25           | 20           | 10           |                                  |
| 2009 | Sampler 3 → Sektenmuzik                | -            | -            | -            |                                  |
| 2009 | Die Sekte → Sektenmuzik                | 59           | -            | 71           |                                  |

### Singoli
| Anno | Titolo        | Singoli Charts | Singoli Charts | Singoli Charts |
| Anno | Titolo        | GER            | AUT            | CH             |
| ---- | ------------- | -------------- | -------------- | -------------- |
| 2007 | Ich bins      | 45             | -              | -              |
| 2007 | Der Coolste   | 92             | -              | -              |
| 2008 | Sie will mich | -              | -              | -              |

### Diss Tracks
- 2005 - Du Opfa (con Fler) (Diss versus Eko Fresh)
- 2007 - In den Mund (Diss versus D-Irie)
- 2007 - Keiner kann was machen (con Fler, Kitty Kat, Sido & Tony D) Diss versus Bushido

### Altre Pubblicazioni
- 2002: Warum ?! (Bushido & Fler feat. B-Tight) → Carlo, Cokxxx, Nutten (Album)
- 2003: Renn (Bushido feat. A.i.d.S.) → Vom Bordstein bis zur Skyline (Album)
- 2004: Die Sekte (Sektenmuzik)
- 2005: A.G.G.R.O. (Fler feat. Tony D & B-Tight) → Neue Deutsche Welle (Album)
- 2006: Wilkommen in Berlin "Remix" (Fler feat. B-Tight, Frauenarzt, G-Hot, Megaloh, MC Bogy, Sido, Harris, Shizoe & Tony D) → F.L.E.R. 90210 (Album)
- 2006: Backstage pass (Fler feat. B-Tight & Alpa Gun) → Trendsetter (Album)
- 2006: A.i.d.S. 2007 (Sido feat. B-Tight) → Ich (Album)
- 2006: Wir haben noch zeit (Sido feat. B-Tight) → Ich (Album)
- 2006: Bergab "Remix" (Sido feat. B-Tight, Kitty Kat, Alpa Gun & G-Hot) → Ich (Album)
- 2007: Kuck (Alpa Gun feat. B-Tight & Sido) → Geladen und Entsichert (Album)
- 2007: Ein teil von mir "Remix" (Sido feat. Seryoga & B-Tight) → (Remix)
- 2007: So sein wie B → (Freetrack)
- 2007: Ein Level weiter (Greckoe feat. B-Tight) → Ein Level weiter (Album)
- 2008: Das ist Hip Hop (Sido feat. B-Tight & Kitty Kat) → (Freetrack)
- 2008: Roll auf Chrome (Fler feat. B-Tight) → Fremd im eigenen Land (Album)
- 2008: Aggrokalypse (Sido feat. B-Tight, Fler & Kitty Kat) → Ich und meine Maske (Album)
- 2008: Meine Gang (Sido feat. Sektenmuzik) → Ich und meine Maske (Album)
- 2009: Für jeden (Sido feat. Die Sekte) → Aggro Berlin (Album)
- 2009: Teufelskreis (Metrickz feat. B-Tight) → (Freetrack)
- 2010: I love Fame (Metrickz feat. B-Tight) → (Freetrack)
- 2010: Zerbrochenes Glas (Alpa Gun feat. Sido & B-Tight) → Almanci (Album)
- 2010: Lass es raus → (Freetrack)
- 2010: Mary Jane (B-Tight feat. Harris) → (Freetrack)
- 2010: Aufm Tripp (B-Tight feat. Trailerpark) → (Freetrack)
- 2010: Silvesternacht → (Freetrack)
- 2011: Gruppentanz (B-Tight feat. Shizoe) → (Freetrack)
- 2011: Schutzengel (Golo feat. B-Tight) → (Freetrack)